# Vikingo (mitología)
Vikingo es uno de los protagonistas de una saga nórdica llamada Þorsteins saga Víkingssonar, un guerrero vikingo hijo de Vífil y Eimyrja. Vikingo es el padre de Thorsten y Thorer. Su madre es una de las dos hijas de Logi (Haloge) que fueron secuestradas por vikingos de las islas cercanas. Vikingo creció en Bornholm y a los quince años de edad era el más grande y fuerte de los hombres de su tiempo. Tenía una espada mágica llamada Angurvadel, que era mortal hasta para los gigantes. Su mejor amigo y compañero de aventuras era Halfdan. Vikingo tenía un drakkar con el nombre Ellida, grande como una fortaleza, pero rápido y ligero como el águila; era la mejor nave de todo el norte, un regalo del dios Aegir.
Hunvor, una princesa de Suecia, le pide ayuda contra un jotun que la acecha. El gigante la secuestra y escapan a la India, pero Vikingo los encuentra, reta al gigante a un holmgang (duelo) y lo mata. No obstante, Vikingo no puede casarse porque se considera una desgracia el matrimonio antes de los veinte años. La familia del gigante están instruidos en el seidr (magia) y en la persecución, Vikingo vive situaciones de peligro en el mar.  
Vikingo llega a Suecia. Su amigo Halfdan se casa con Ingeborg, la asistenta de Hunvor. Vikingo tiene nueve hijos de su segunda esposa. Allí hace amistad con el rey Njorfe de Oppland, Noruega, que también tiene nueve hijos. Los dos grupos de hijos son muy competitivos entre sí. En un juego de pelota brutal, se golpean y mutilan, rompiendo los brazos de los demás. Un hijo de Vikingo, casi muerto, mata a un hijo de Njorfe. Vikingo regaña a este hijo y lo destierra a una isla en el lago Vänern. Dos hijos más le acompañan, incluyendo Thorsten. Vikingo le dice a Thorsten que esperen tranquilamente en la isla hasta que el peligro haya pasado. Pero los hijos de Njorfe quieren venganza. Ellos usarán la magia para conjurar una helada que congele el lago y frene el viaje a través del mismo para atacar a los tres hijos de Vikingo. Dos de los hijos de Vikingo sobreviven: Thorsten y Thorer. Dos de los hijos Njorfe también, incluyendo a su hijo mayor, Jokul, un hechicero. Los hijos de Njorfe usan la magia para descubrir que Thorsten y Thorer siguen vivos. Vikingo entonces envía a sus dos hijos a la corte de Halfdan para que les proteja. Jokul invade Sogn, mata al rey, destierra al heredero Beli, y maldice a la hija del rey Ingeborg, transformándola en un horrible trol.
Thorsten, Beli, y el campeón Angantyr recuperan el barco Ellida que había sido robado con magia. Thorsten lucha contra Sote, un pirata fantasma en un montículo, para obtener un anillo mágico (forjado por Völundr). Thorsten, Beli, y Angantyr conquistan las Orcadas. El hijo de Vikingo Thorsten y su nieto Frithiof heredan la espada Angurvadel y el drakkar Ellida.